# Голубцова Тамара Василівна
Тамара Василівна Голубцова (нар. 20 квітня 1928, місто Кімри, тепер Тверської області, Російська Федерація) — радянська діячка, заступник міністра культури СРСР, 1-й секретар Гагарінського районного комітету КПРС міста Москви. Член Центральної Ревізійної комісії КПРС у 1976—1986 роках.

## Життєпис
У 1951 році закінчила Московський державний університет імені Ломоносова.
У 1951—1953 роках — науковий співробітник, завідувач відділу Державного музею імені Калініна в Москві.
У 1953—1959 роках — завідувач відділами, 1-й секретар Київського районного комітету ВЛКСМ міста Москви.
Член КПРС з 1954 року.
У 1959—1962 роках — секретар Московського міського комітету ВЛКСМ.
У 1962—1968 роках — заступник завідувача відділу пропаганди і агітації Московського міського комітету КПРС; 2-й секретар Київського районного комітету КПРС міста Москви.
У 1968—1974 роках — 1-й секретар Гагарінського районного комітету КПРС міста Москви.
У 1974—1975 роках — завідувач відділу шкіл Московського міського комітету КПРС.
У грудні 1975 — 1990 року — заступник міністра культури СРСР.
Потім — персональний пенсіонер у місті Москві.

## Нагороди і звання
- два ордени Трудового Червоного Прапора
- орден Дружби народів
- орден «Знак пошани»
- медалі